# (2928) Epstein
(2928) Epstein es un asteroide perteneciente al cinturón de asteroides, descubierto el 5 de abril de 1976 por el equipo del Observatorio Félix Aguilar desde el Complejo Astronómico El Leoncito, San Juan, Argentina.

## Designación y nombre
Designado provisionalmente como 1976 GN8. Fue nombrado Epstein en honor a la astrónoma aficionada estadounidense Isadore Epstein.